# Дело (пьеса)
«Де́ло»— сатирическая драма русского драматурга Александра Васильевича Сухово-Кобылина, вторая часть трилогии «Картины прошедшего». Основана на биографическом материале. Закончена в 1861 году. До 1881 года была запрещена к постановке (трижды запрещалась). Текст пьесы существует в двух различных редакциях: первый вариант, запрещённый цензурой, Сухово-Кобылин издал в Лейпциге в 1861 году тиражом в 25 экземпляров, а в 1869 году радикально переработал пьесу для издания в России (издана вместе с другими частями трилогии). Запрещённая редакция впервые опубликована в 1989 году в серии «Литературные памятники» (книга «Картины прошедшего», раздел «Дополнения»).

## Сюжет
Предлагаемая здесь публике пиеса Дело не есть, как некогда говорилось, Плод Досуга, ниже, как ныне делается Поделка литературного Ремесла, а есть в полной действительности сущее, из самой реальнейшей жизни с кровью вырванное дело.— Из авторского предисловия

### Предыстория
Первая пьеса трилогии заканчивается тем, что Кречинский отдаёт в заклад поддельную заколку вместо брильянтовой. Когда ростовщик ловит его с поличным, хозяйка заколки Лидочка отдаёт настоящую, брильянтовую, объясняя всё случайной ошибкой. Действие второй пьесы начинается шесть лет спустя.

### Действие первое
Квартира Муромских
Нелькин возвращается в дом Муромских из-за границы и узнаёт, что продажная полиция и судейские открыли дело о подлоге, обвиняемыми в котором выступает не только Кречинский, но и Лидочка, которую выставляют его сообщницей. Дело строится на ложном свидетельстве одного из слуг. По городу ходят самые возмутительные слухи о связи Кречинского и Лидочки, вплоть до тайной беременности. Вокруг Муромского вьются разные люди, обещающие за деньги уладить вопрос, речь идёт об огромных деньгах, до двадцати тысяч рублей. Зная, что Муромский — человек честный и о взятках понятие имеет самое малое, Кречинский пишет тому письмо, уговаривая Муромского дать взятку, когда понадобится. К Муромскому приходит советник Кандид Касторыч Тарелкин, человек сомнительной репутации, но имеющий доступ к тем, кто может решить исход дела. По настоянию своего приказчика, Муромский даёт небольшую взятку Тарелкину.

### Действие второе
Канцелярия
Тарелкин и мелкие чиновники обсуждают дело Муромских. Входит действительный статский советник Варравин, начальник канцелярии. Тарелкин сообщает тому, что Муромский готов откупиться. Варравин хочет взять тридцать тысяч рублей. Тарелкин объясняет, что Муромский уже практически разорён, то давая взятки неправильным людям, то откупаясь от проведения постыдных судебно-медицинских освидетельствований, назначаемых Лидочке. Варравин соглашается на двадцать тысяч.
К Варравину является Муромский, излагает суть вздорного дела. Варравин оказывает на Муромского давление: выражает сомнение в излагаемых обстоятельствах дела и сообщает, что Лидочка достигла возраста уголовного преследования. Обсуждая теоретическую взятку, Муромский предполагает сумму в три тысячи рублей. Варравин сообщает, что сумма — не менее тридцати тысяч серебром (то есть, сто тысяч ассигнациями). Они торгуются, Варрвин соглашается на двадцать четыре тысячи, Муромский предлагает десять. Варравин разворачивается и уходит. Оставшись в одиночестве, Муромский понимает, что двадцать четыре тысячи потребуют продажи Стрешнева, фамильного имения, «прах дедов», это абсолютное банкротство. Муромский принимает решение искать правды на самом верху.
Варравин и Тарелкин решают, что Муромский отправится к Князю. Чтобы гарантировать неудачу аудиенции, Тарелкин должен направить Муромского на утрений приём — утром Князь обычно не в духе, так как страдает желудком.

### Действие третье
Квартира Муромских
Муромский при орденах, написав записку об обстоятельствах дела, собирается на аудиенцию к Князю. Тарелкин, находящийся там же, выражает сомнение в успехе этого мероприятия. Некоторое время Тарелкин и Атуева обсуждают обстоятельства дела. Наконец возвращается Муромский — Князь не принимает. Тарелкин объясняет, что нужно было дать взятку курьеру, десять рублей серебром. Из объяснений Тарелкина следует, что до беды Муромских никому дела нет, хоть умри, и только деньги могут помочь делу.
Канцелярия и покои Князя
Тарелкин выясняет у курьера, что Князь не в духе. Радуясь этому обстоятельству, он просит пустить к Князю своего просителя. Муромский пытается объяснить суть дела, путается, Князь пытается избавиться от просителя. Разговор превращается в скандал, Муромский оскорбляет Князя, его вышвыривают из приёмной.
Князь выясняет обстоятельства дела у Варравина, после чего принимает решение отправить дело на доследование. Варравин и Тарелкин этим огорчены, так как возможность закрыть дело за взятку от них ускользает. Варравин решает как можно скорее потребовать от Муромского двадцать пять тысяч.

### Действие четвёртое
Квартира Муромских
Муромский и Нелькин узнают, что если не заплатить Варравину тридцать тысяч до четырёх часов дня, дело будет подано на «переследование», в рамках которого медицинская комиссия должна будет выяснить, не рожала ли Лидочка от Кречинского. Нелькин в ужасе требует от Муромского отдать всё до копейки, до нитки, чтобы не допустить позора. Все присутствующие — Атуева, Лидочка, Нелькин и даже приказчик Сидоров, человек наёмный, но честный — складываются деньгами и драгоценностями, чтобы набрать требуемую сумму.

### Действие пятое
Канцелярия
Муромский отдаёт пакет денег Варравину и уходит. Неожиданно его требуют назад. Варравин при свидетеле, экзекуторе Живце, обвиняет Муромского в даче взятки, но ввиду почтенного возраста просителя, решает не арестовывать того и предлагает Муромскому забрать деньги и уйти. Муромский берёт пакет и понимает, что значительной части не хватает. Муромский поднимает скандал, требует всех арестовать, требует аудиенции у Государя, затем швыряет пакет в Варравина. Неожиданно входят Князь и Важное лицо, выясняют суть скандала и приказывают деньги в пакете приобщить к делу. При пересчёте в пакете оказывается 1350 рублей.
Тарелкин входит к Варравину и сообщает, что Муромский умер по дороге домой, что является прекрасным исходом дела, «не токмо концы в воду, а все крючки и петельки потонули». Тарелкин требует половину денег за участие в афере. Варравин напоминает, что все деньги вернул покойному, чему есть свидетели, и добавляет, что если Тарелкин продолжит что-либо требовать, того ждут неприятности.

## Действующие лица
Основными действующими лицами в пьесе являются:
- Максим Кузьмич Варравин, начальник канцелярии
- Кандид Касторович Тарелкин, сотрудник канцелярии
- Петр Константинович Муромский, богатый помещик
- Лидочка, дочь Муромского
- Нелькин, друг семьи
- Иван Сидоров Разуваев, приказчик Муромского

Необычным литературным приёмом Сухов-Кобылин делит действующих лиц своей пьесы по «стратам» от Начальства до Ничтожеств согласно их влиятельности в обществе. Это априори задаёт конфликтную тональность пьесы. В постановке Н. П. Акимова (Театр имени Ленсовета, 1954) список действующих лиц пьесы превращён в «своеобразную мизансцену, которая … даёт зримый образ политической структуры общества, где происходят изображенные автором события»..
I. НАЧАЛЬСТВА
- Весьма важное лицо.
- Важное лицо.

II. СИЛЫ
- Максим Кузьмич Варравин.
- Кандид Касторович Тарелкин.
- Иван Андреевич Живец.

III. ПОДЧИНЕННОСТИ
- Чибисов.
- Ибисов.
- Касьян Касьянович Шило.
- Чиновники:
  - Герц
  - Шерц
  - Шмерц
- Чиновник Омега.

IV. НИЧТОЖЕСТВА, ИЛИ ЧАСТНЫЕ ЛИЦА
- Петр Константинович Муромский.
- Анна Антоновна Атуева.
- Лидочка.
- Нелькин.
- Иван Сидоров Разуваев.

V. НЕ ЛИЦО
- Тишка.

## Экранизации
- «Дело» (1955, СССР). Режиссёры — Н. П. Акимов, Г. С. Казанский.
- «Дело» (1991, СССР). Режиссёр — Л. А. Пчёлкин.